# برنارد مارتينيز فاليريو
برنارد مارتينيز فاليريو هو سياسي هندوراسي، ولد في 19 يناير 1962. نشط حزبياً في Innovation and Unity Party ‏.